# Ґоліна (Яроцинський повіт)
Ґоліна (пол. Golina, нім. Golina, 1939-45: Annenhof) — село в Польщі, у гміні Яроцин Яроцинського повіту Великопольського воєводства.
Населення — 2105 осіб (2011).
У 1975-1998 роках село належало до Каліського воєводства.

## Демографія
Демографічна структура станом на 31 березня 2011 року:
|          | Загалом | Допрацездатний вік | Працездатний вік | Постпрацездатний вік |
| -------- | ------- | ------------------ | ---------------- | -------------------- |
| Чоловіки | 1027    | 204                | 735              | 88                   |
| Жінки    | 1078    | 225                | 674              | 179                  |
| Разом    | 2105    | 429                | 1409             | 267                  |